# 1337 Gerarda
1337 Gerarda (1934 RA1) là một tiểu hành tinh vành đai chính được phát hiện ngày 9 tháng 9 năm 1934 bởi Van Gent, H. ở Johannesburg (LS).